# Nuovo cimitero degli inglesi

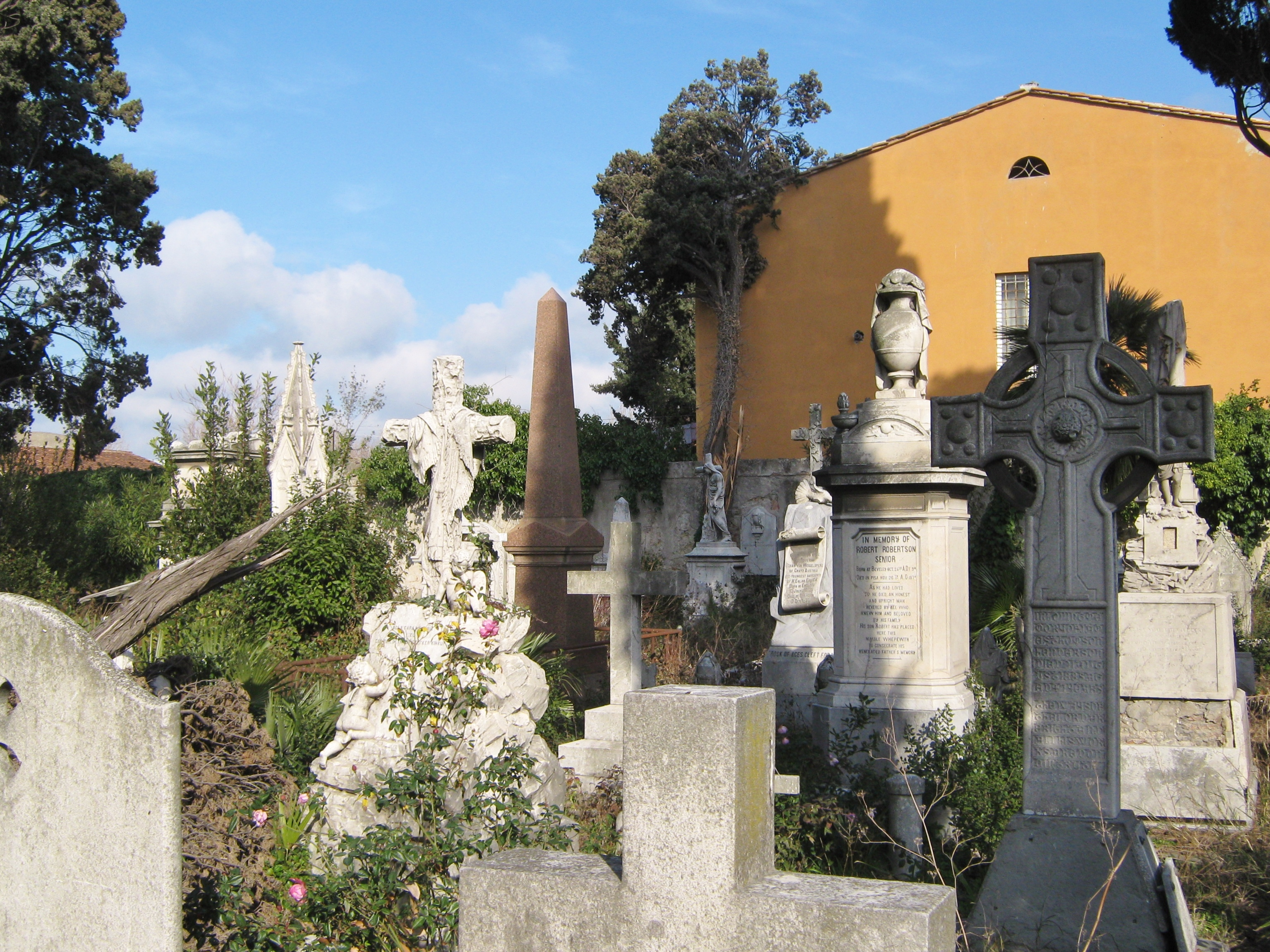
Interno, in degrado

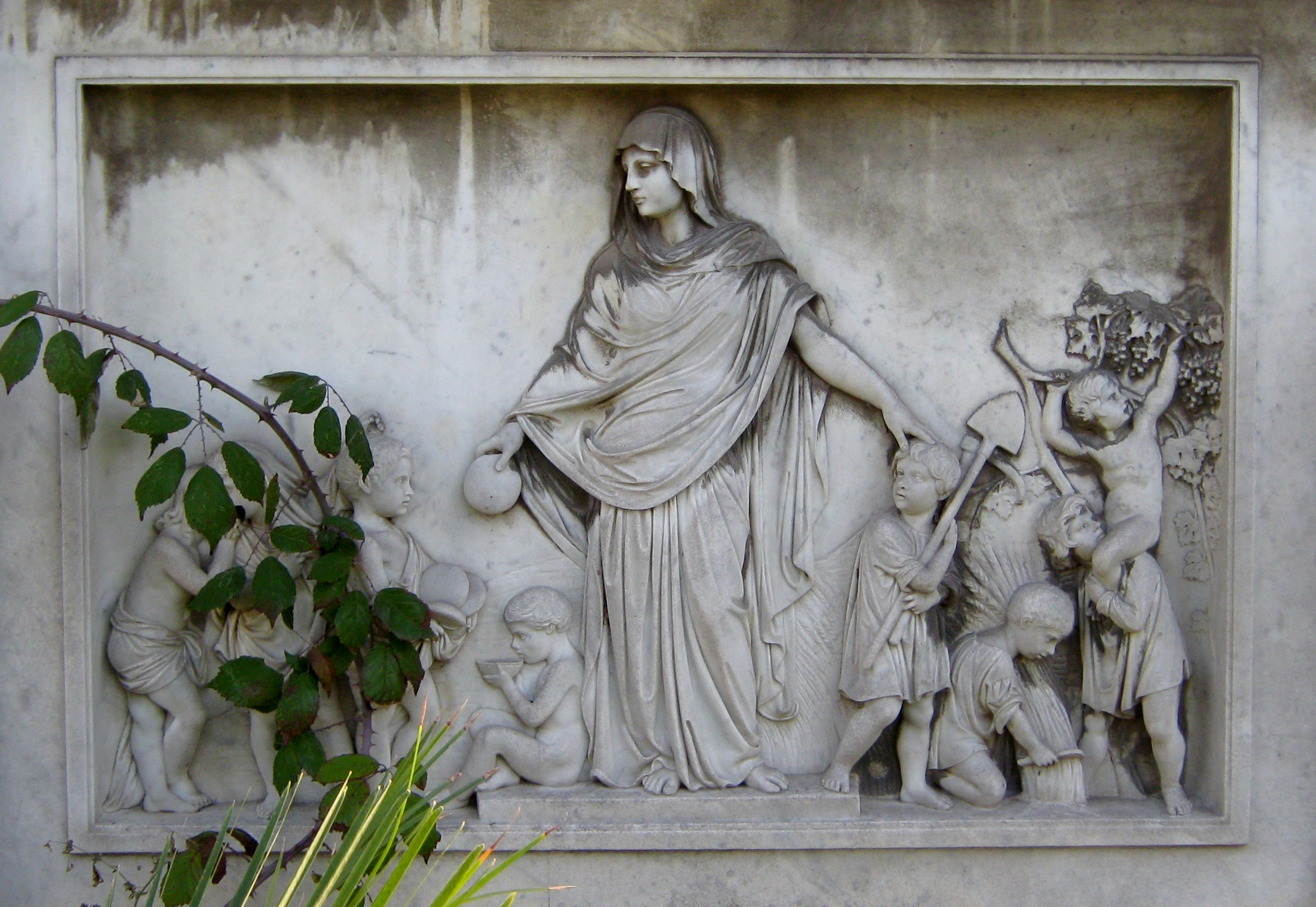
T. Guerrazzi, bassorilievo del monumento funebre di Thomas Lloyd

Il nuovo cimitero degli inglesi, anche chiamato cimitero inglese di via Pera, è una struttura cimiteriale di Livorno risalente al XIX secolo. Via Pera è a breve distanza dalla stazione di Livorno San Marco (stazione Leopolda) e dalla porta San Marco.

## Storia
Gli acattolici inglesi (ma non solo) presenti a Livorno durante il granducato mediceo ebbero un primo luogo per il seppellimento dei propri connazionali di credo anglicano e protestante non lontano dall'attuale chiesa dei Santi Pietro e Paolo, all'esterno della città murata.
Nell'Ottocento, con l'espansione della città a seguito dapprima dei piani di Luigi de Cambray Digny per il quartiere del Casone e poi con la costruzione della cinta daziaria, l'antico cimitero fu chiuso.
Nel febbraio 1840 fu aperto pertanto un nuovo cimitero, più lontano dal centro urbano ed ubicato a breve distanza dalla porta San Marco, nell'attuale via Pera, a margine dell'importante via Erbosa (oggi via Mastacchi).
Il progetto fu redatto da Angiolo della Valle, collaboratore di Pasquale Poccianti e autore anche della stessa chiesa anglicana di San Giorgio.

## Descrizione
Affidato dal dopoguerra alla Venerabile Arciconfraternita della Misericordia di Livorno, solitamente chiuso al pubblico, il cimitero ottocentesco si presenta come un piccolo lotto di terreno cinto da un alto muro e aperto, lungo la via Pera, da un ingresso sotto forma di un porticato neoclassico sormontato da un frontone.
Il portico, gravemente danneggiato a causa del cedimento del controsoffitto, è affiancato dai locali dell'ex casa del custode e dalla camera mortuaria (quest'ultima sostanzialmente crollata).
Nel cimitero, spesso ricoperte da una fitta vegetazione, si trovano le tombe, con iscrizioni prevalentemente in lingua inglese, di influenti famiglie livornesi, quali i Gower ed i Lloyd. Per imponenza merita di essere segnalato l'imponente monumento funebre a Thomas Lloyd, scolpito in stile neoclassico da Temistocle Guerrazzi nella seconda metà dell'Ottocento; l'opera presenta un bassorilievo riproducente dei bambini intenti a mietere grano e, al centro, un'allegoria della Carità che distribuisce il pane. Nello stesso cimitero si trova la tomba di Seymour Kirkup, pittore e bibliofilo, celebre per aver ritrovato, con l'aiuto di alcuni collaboratori, il ritratto di Dante Alighieri dipinto da Giotto, oggi esposto al Museo nazionale del Bargello di Firenze.
Tra le personalità di rilievo che trovarono l'ultima dimora nel cimitero si ricorda anche il pastore Robert Walter Stewart, tra le figure di primo piano del protestantesimo italiano.

## Gestione
Come l'antico cimitero degli inglesi, il cimitero ottocentesco è di proprietà e pertinenza delle autorità inglesi, rappresentate, fino al 2011, dal Consolato Britannico di Firenze (chiuso proprio nel 2011) e successivamente da quello di Milano. La manutenzione, dal 1949 affidata alla Venerabile Arciconfraternita della Misericordia di Livorno, è oggi competenza delle autorità britanniche.